# Sint-Jan-Evangelistkerk (Teralfene)

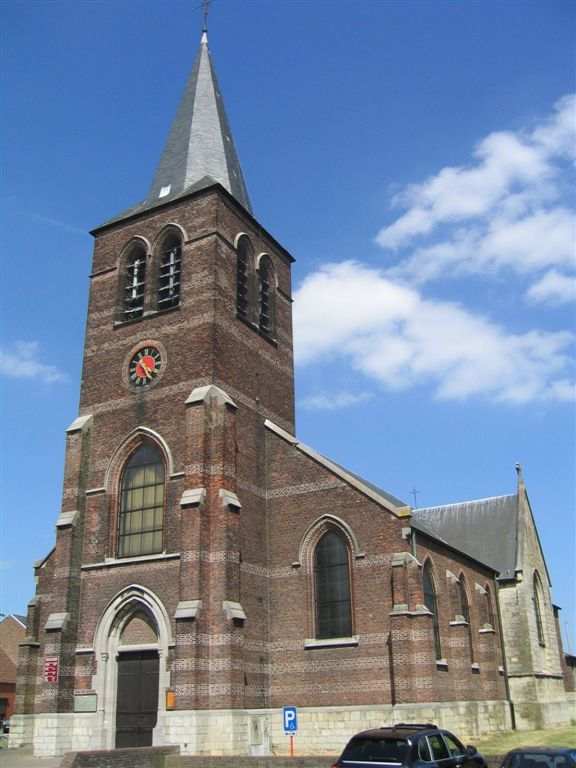
De Sint-Jan-Evangelistkerk te Teralfene

De Sint-Jan-Evangelistkerk is een kerkgebouw in Teralfene, een deelgemeente van de Belgische gemeente Affligem. De kerk is toegewijd aan Johannes Evangelist.

## Historiek
In de 14e eeuw stond hier een eenbeukige gotische kerk die later werd uitgebreid met zijbeuken. Het zandstenen transept dateert uit de 1652. De huidige kerk is een bakstenen gebouw op een sokkel van zandsteen uit de 19e eeuw, met een priesterkoor uit 1841 met stijlkenmerken van het neoclassicisme. Het neogotisch schip vertoont het jaartal 1895.
Op de noordpuntgevel van het transept staat het monogram HPDV met de spreuk  "Omnis Caro Foenum" (Iedereen is sterfelijk) van de toenmalige pastoor Peeter De Vleeschoudere.
Het interieur omvat beelden uit de 16e eeuw, volkskunst en barok en neobarok meubilair (17e en 19e eeuw).